# ستان سايمور
ستان سايمور (بالإنجليزية: Stan Seymour)‏ (16 مايو 1895 في المملكة المتحدة - 24 ديسمبر 1978 بنيوكاسل أبون تاين في المملكة المتحدة) هو لاعب كرة قدم بريطاني (وحمل سابقاً جنسية المملكة المتحدة لبريطانيا العظمى وأيرلندا) في مركز الهجوم. شارك مع منتخب إنجلترا لكرة القدم. أما مع النوادي، فقد لعب مع برادفورد سيتي ونيوكاسل يونايتد ونادي غرينوك مورتون.